# Арменинов
Арменинов (или Армянинов)  — фамилия, образовавшаяся в русском языке от слова армянин (арменин). Как и остальные фамилии от этнонимов, фамилия могла означать происхождение от реального выходца из Армении или же просто прозвище родоначальника, не обязательно армянина. На Руси представители рода были отмечены в Москве, Арзамасе, Астрахани, Белозерье и Сочи.